# Мови ойль

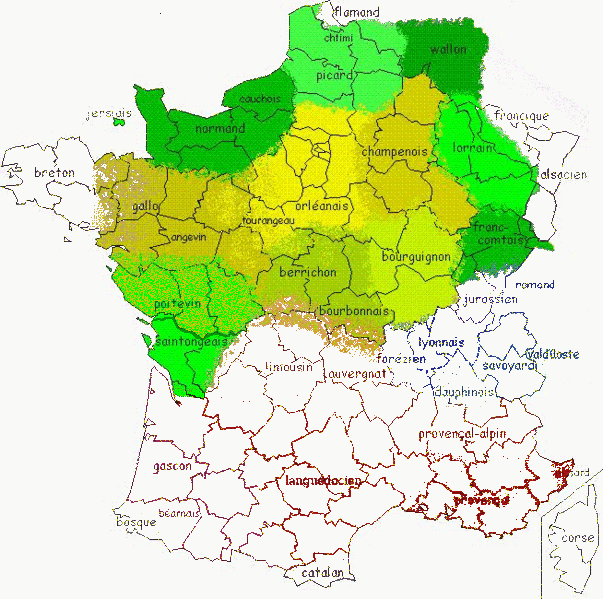
Мови ойль на мапі діалектів Франції

Мови ойль (фр. Langues d'oïl) — група мов і/або діалектів, що включає у себе стандартну французьку та її автохтонні варіанти, якими розмовляють у північній частині Франції, південній Бельгії та на островах Ла-Маншу. Вони належать до галло-романської групи мов, яка також покриває південну Францію.